# Jean Forton

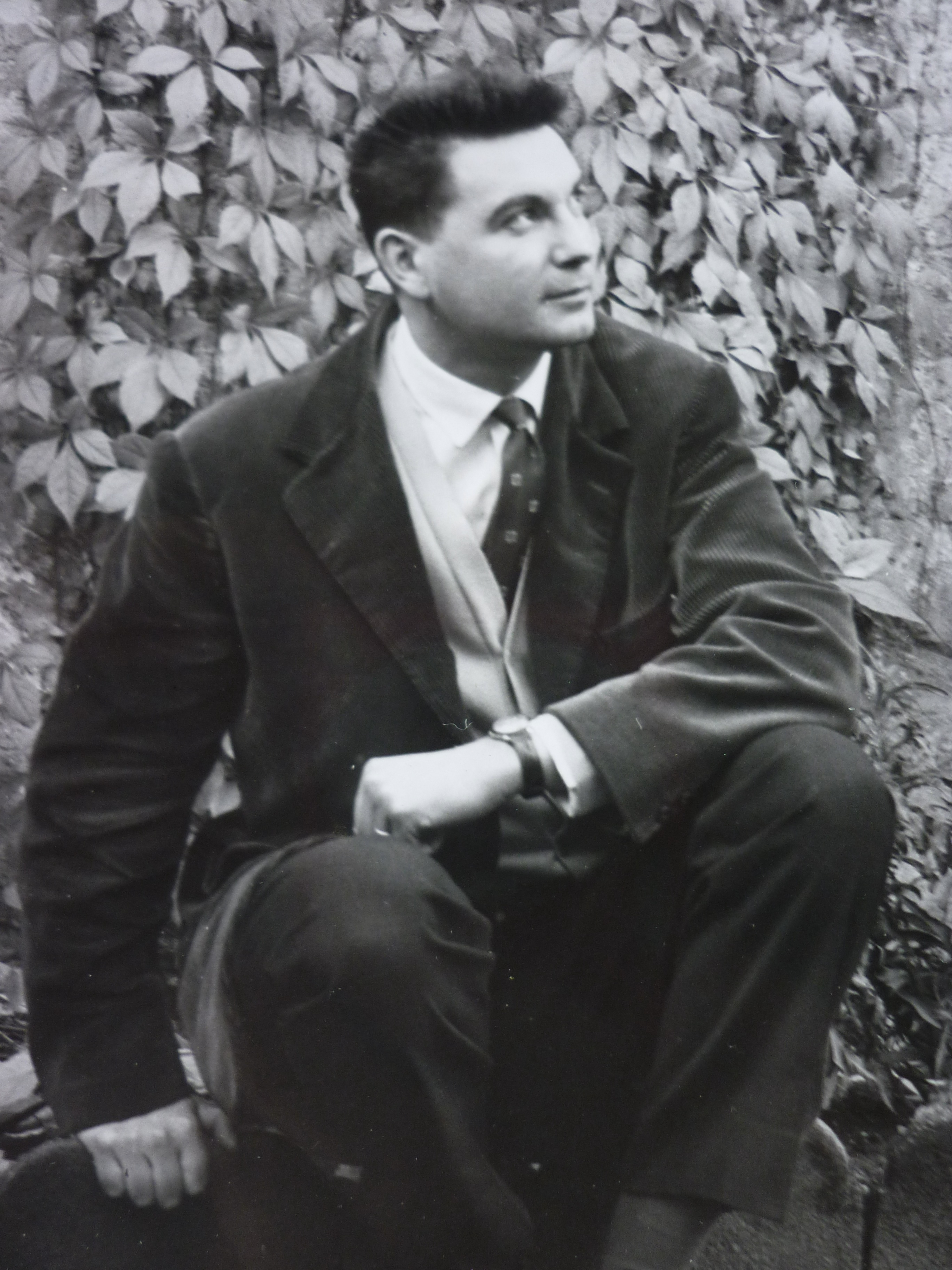
Jean Forton

Jean Forton (* 16. Juni 1930 in Bordeaux; † 11. Mai 1982 ebenda) war ein französischer Schriftsteller, dessen 1957 erschienener Roman La cendre aux yeux 2011 unter dem Titel Isabelle in deutscher Übersetzung erschien.

## Leben
Forton, Sohn eines Chirurgen und einer Apothekerin, wuchs bei seiner Mutter auf, nachdem sein Vater die Familie verließ als Forton acht Jahre alt war. Anschließend besuchte er Schulen im Kanton Wallis, ehe er 1950 nach Frankreich zurückkehrte, um an der Universität Bordeaux Film- und Literaturwissenschaften zu studieren. Bereits 1950 gründete er mit einem Freund die Literaturzeitschrift La Boite à clous und veröffentlichte darin Texte von Autoren wie Max Jacob, Pierre Seghers, Armand Lanoux, Louis Émié und Raymond Guérin sowie eigene Beiträge wie Du côté de chez Malaparte über einen Besuch beim italienischen Schriftsteller Curzio Malaparte in dessen Haus in Capri.
Jacques Lemarchand, Direktor des Verlages Éditions Gallimard ermutigte Forton zu einer schriftstellerischen Tätigkeit und veröffentlichte 1954 mit La fuite seinen Debütroman. In der Folgezeit erschienen sechs weitere Romane, von denen La cendre aux yeux 1959 mit dem Prix Fénéon ausgezeichnet wurde und der 2011 erstmals in einer deutschen Übersetzung von Grete Osterwald erschien. Darin geht es um einen Mitte Dreißigjährigen Einzelgänger und die Liebe und Zuneigung, die er zur 16-jährigen Isabelle empfindet und aus der Sicht eines Ich-Erzählers beschreibt. Isabelle gibt sich zunächst gänzlich unnahbar. Der Verführer muss eine Reihe von Strategien ausprobieren, bis sie sich schließlich verführen lässt. Der Grund für die Anfälligkeit Isabelles zu dem Älteren ist rasch benannt: Das Mädchen ist einsam, ihre Mutter verwirrt; der Vater isoliert und misshandelt seine Tochter.
Nachdem zu seinen Lebzeiten zuletzt 1966 Les sables mouvants erschienen war, wurden die Romane L’enfant roi und Pour passer le temps erst Jahre nach seinem Tod durch Lungenkrebs veröffentlicht. Bis zu seinem Tod war Forton als Film-, Musik- und Literaturkritiker sowie als Buchhändler tätig. Anlässlich seines siebzigsten Geburtstages veranstaltete seine Geburtsstadt Bordeaux 2000 bis 2001 eine Ausstellung mit dem Titel Exposition Jean Forton (1930–1982), un Écrivain dans la Ville.

## Veröffentlichungen
- La fuite, 1954
- Cantemerle, 1957
- L' oncle Léon, 1956
- La cendre aux yeux, 1957
- Le grand mal, 1959
- L'e pingle du jeu, 1960
- Les sables mouvants, 1966
- L' enfant roi, 1995
- Pour passer le temps, 2002

in deutscher Sprache
- Isabelle, aus dem Französischen von Grete Osterwald. Graf Verlag, München 2011, ISBN 978-3-86220-011-5.